# Andrew Killian

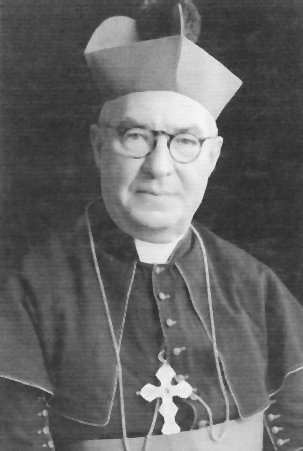
Andrew Killian

Andrew Killian (* 26. Oktober 1872 in Edenderry, County Offaly, Irland; † 28. Juni 1939 in Melbourne) war ein römisch-katholischer Bischof.

## Leben
Andrew Killian wurde im Oktober 1872 in Edenderry im County Offaly als Sohn von Nicholas Killian und dessen Frau Eliza Josephine (geborene Ryan) geboren. Killian besuchte das Mungret Jesuit College in Limerick und das St Patrick’s College in Carlow. An der Royal University of Ireland erhielt er 1894 seinen Bachelor of Arts. Am 4. Juni 1898 empfing er die Priesterweihe. Noch im gleichen Jahr reiste Killian nach Australien.
Als erste Aufgabe wurde er zu einem Assistenzpriester in der Gemeinde Bourke im westlichen New South Wales ernannt. Im Jahr 1907 besuchte er Irland. 1908 wurde Killian nach Broken Hill versetzt. In den folgenden Jahren bekleidete er verschiedene Ämter, unter anderem war er Gemeindepfarrer, Administrator der Kathedrale, Dekan und Generalvikar. Im Jahr 1919 erhielt er den päpstlichen Ehrentitel Päpstlicher Ehrenprälat.
Aufgrund seines administrativen Talents, das er in Broken Hill unter Beweis gestellt hatte, wurde Killian am 26. Februar 1924 zum Bischof von Port Augusta ernannt und erhielt am 15. Juni 1924 die Bischofsweihe in der Pro-Kathedrale in Peterborough durch den Erzbischof von Adelaide, Robert William Spence OP. Mitkonsekratoren waren der Bischof von Wilcannia-Forbes, William Hayden, und der Bischof von Wagga Wagga, Joseph Wilfred Dwyer.
Im Jahr 1926 nahm er am 'Eucharistischen Kongress in Chicago teil. Bestandteile von Killians Reisen waren unter anderem eine Audienz bei Papst Pius XI. in Rom sowie ein erneuter Besuch in Irland.
Am 11. Juli 1933 wurde er zum Koadjutorerzbischof von Adelaide sowie zum Titularerzbischof von Ratiaria ernannt. Mit dem Tod Robert William Spences am 5. November 1934 folgte ihm Killian als Erzbischof nach.
1938 erkrankte Killian an Krebs. Er starb am 28. Juni 1939 im Mercy Hospital in East Melbourne und wurde auf dem West Terrace cemetery in Adelaide beigesetzt.